# 延庆寺 (北京)
39°56′40″N 116°18′22″E / 39.94454°N 116.30608°E

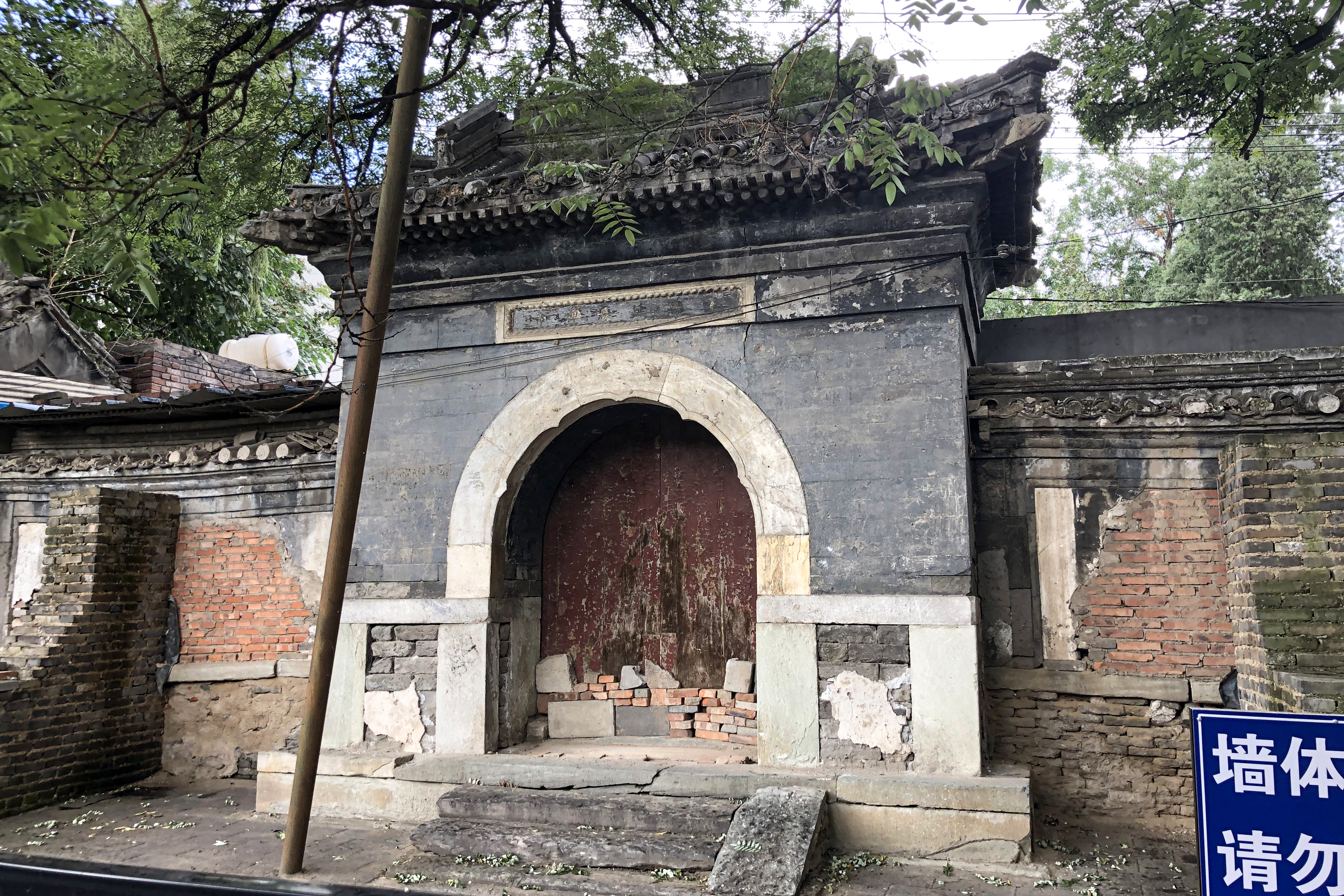
延庆寺山门（2020年9月）

延庆寺，位于北京市海淀区万寿寺路，是汉传佛教寺院。

## 简介
延庆寺位于万寿寺东侧，长河北岸，靠近广源闸。万寿寺和延庆寺门前有清朝建的万寿寺码头。清朝皇帝、皇后、太后等自紫禁城至颐和园往返途中在万寿寺码头下舟到万寿寺上香时，延庆寺是一般官员和服侍人员用膳和休息的场所。延庆寺还是长河两岸民间庙会的举办地。据传延庆寺初建时曾是万寿寺的一部分，但究竟是初建时两寺便已分开，还是后来才分开，现已难查考。
延庆寺内的主要建筑有正殿和东西偏殿，原先寺内还有明朝天顺六年（1462年）重修碑，嘉靖四十一年（1562年）文林郎知肥城县万鹏程撰书《创建延庆寺山门记》，清朝顺治十二年（1655年）文林郎知肥城县县事袁沛主持、平阴县廪生程步云撰书《重修延庆寺正殿山门记》等碑石。
《北京寺庙历史资料》载：“延庆寺，坐落西郊三分署万寿寺街19号，建于清乾隆三十一年，属私庙。本庙面积二十二亩零八分，房屋六十一间，附属茔地二十六亩，田地三十五亩，土房五间，管理及使用状况为住持管理。除佛殿外，分禅舍及租户居住。庙内法物有释迦佛一尊，阿难迦叶二尊，罗汉十八尊，均泥塑。大铜磬一口，铁五供两堂，三经一部，石碑三座。另有白果、槐、楸、柏等树木十七株。茔地柏树六十二株，槐树四株，马尾松九株，榆树四株，杨树两株。”延庆寺东南角原先还有一口古井，俗称大寺井，今已无存。
1967年后，陆续有中国人民解放军总后勤部和总政治部的军人及家属搬进延庆寺居住，截至2017年延庆寺内已有居民二百余户，整座寺庙及周边沦为棚户区。
延庆寺是北京市海淀区文物普查登记项目。2012年1月北京市海淀区文化委员会立文物普查登记项目保护牌。2018年3月，《北京市大运河文化带保护建设规划》及《北京市大运河文化带保护建设五年行动计划（2018年-2022年）》经中共北京市委常委会审议通过，同年延庆寺周边棚户区改造方案已由紫竹院街道上报北京市海淀区人民政府。